# 北京华联

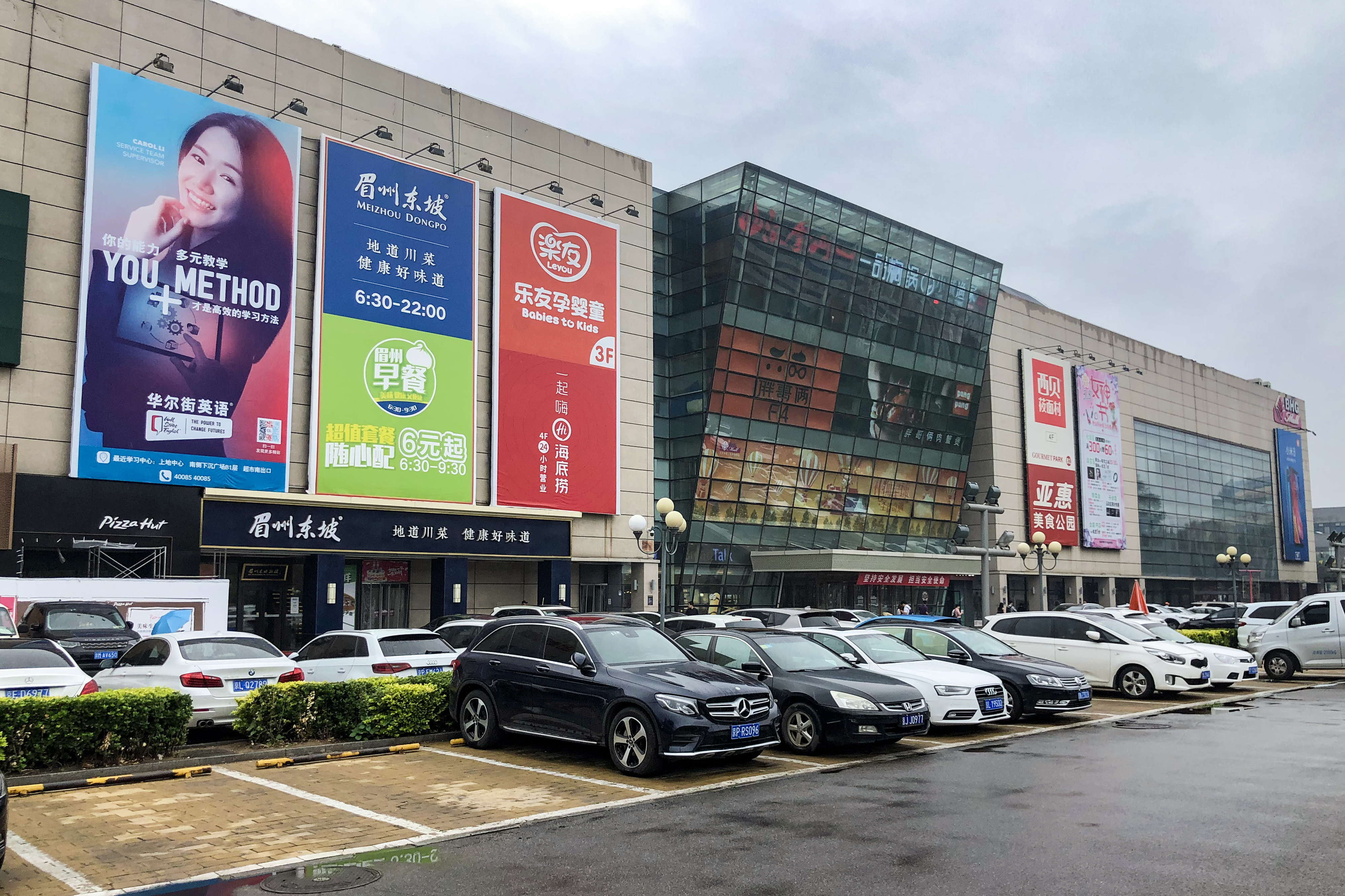
北京华联上地购物中心

北京华联集团投资控股有限公司（简称北京华联、BHG），是一间注册地在中国北京市、主要经营连锁零售商业的公司，旗下有两家上市公司，其一是在上海证券交易所上市的北京华联综合超市股份有限公司、其二是在深圳证券交易所上市的北京华联商厦股份有限公司。业态涉及大型综合超市、精品超市、百货店及商业地产等。2003年销售收入达到136亿元。目前，公司的业务已经发展到除西藏、云南、福建、湖南以外的其他所有省市。

## 业务发展

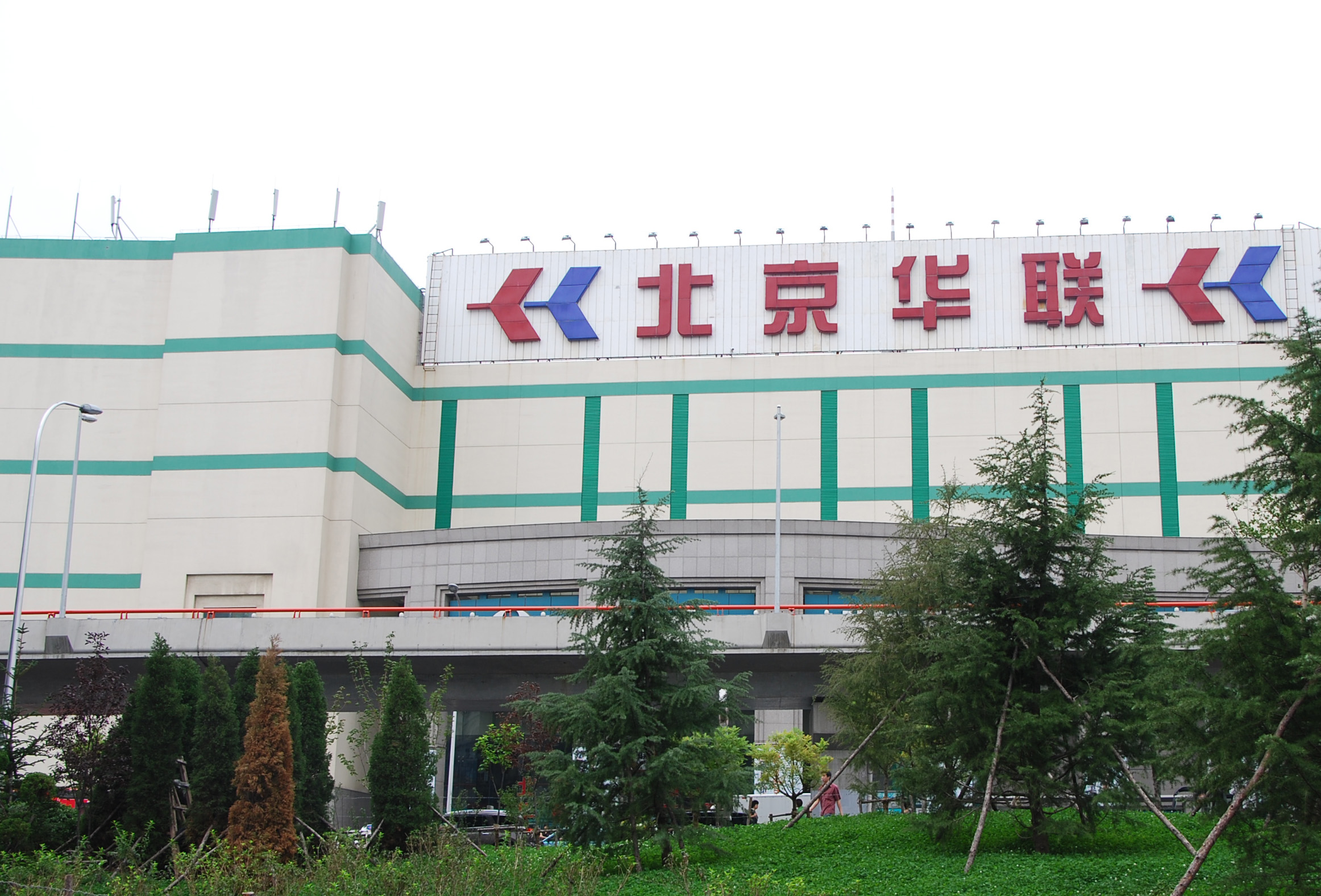
北京华联（辽宁省大连店）

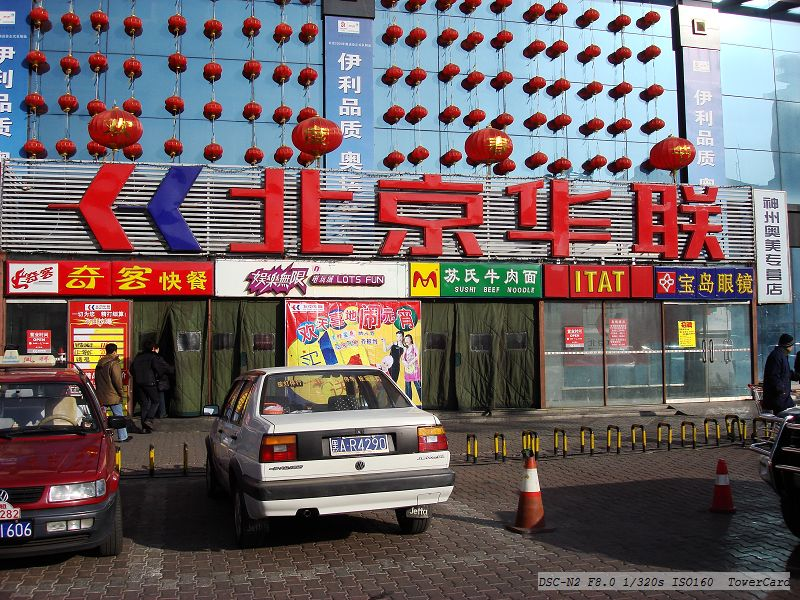
北京华联哈爾濱店

北京华联是中国国内从事连锁百货店和连锁大型超市的内资企业之一，是沃尔玛、家乐福等外资企业在中国的主要竞争对手。
北京华联作为中华人民共和国商务部2005年确定的重点扶持的三十家商业企业之一，将获得由政府支持的优惠贷款和鼓励政策。2008年，华联开始战略转型，将主营业务由百货店经营改为购物中心运营管理，传统百货业务自2016年开始逐渐剥离，其中一部分调整转型为购物中心，2021年9月在北京市内完全停止传统百货业务。截至2021年6月30日，华联集团旗下共有25家已开业的购物中心，其中北京地区14家。

## 與新光集團的經營權之爭

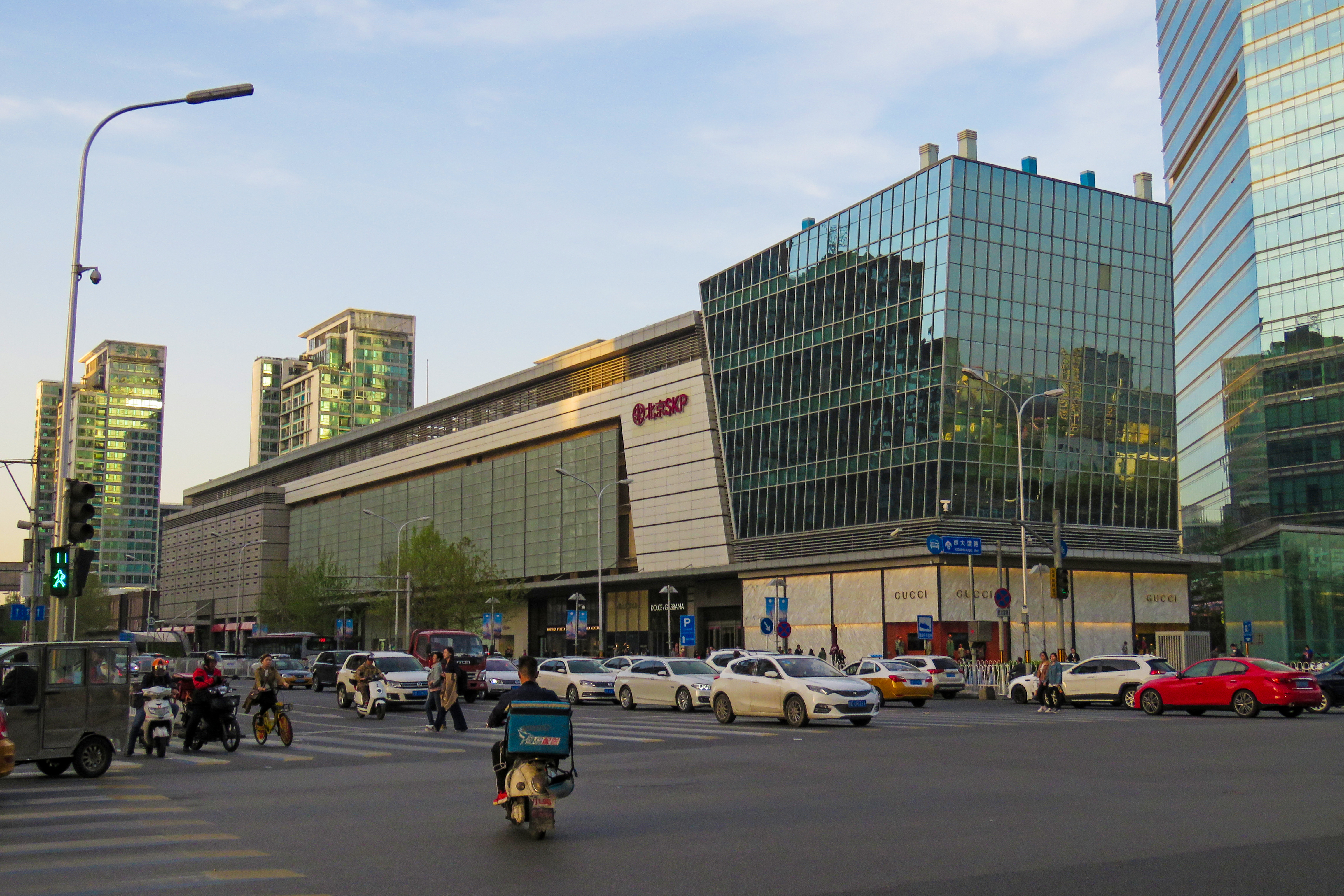
位于西大望路的北京SKP（2018年摄）

華聯曾與台灣新光三越在北京成立华联新光百货（北京）有限公司（又称新光天地），然而此後卻發生華聯封殺新光三越並奪取經營權一事。   
2007年4月19日才風風光光開幕的北京新光天地，在同年9月爆發經營糾紛；台灣在北京新光天地的台籍幹部，已經全部被華聯集團撤換，甚至拘留。9月1日，華聯全面掌控北京新光天地百貨經營權，北京新光天地總經理吳昕達甚至被以需協助調查為由遭「扣人」禁止返台，震驚百貨界。9月11日，北京华联集团投资控股有限公司与新光三越的代表签署共同声明，就华联新光百货（北京）有限公司合资各方在履行合作协议过程中发生的相关纠纷达成三点协议。2015年5月1日，北京新光天地在新光三越退出后更名为北京SKP，华联新光百货（北京）有限公司也更名为北京华联（SKP）百货有限公司。

## 集团成员
- 武汉店
- 北京广安门店
- 北京石景山店
- 合肥和平店
- 兰州红星店
- 南京紫金店
- 江西店
- 苏州店
- 南宁民族宫店
- 南京大厂店
- 青海西宁店
- 大连金三角店
- 兰州西固店
- 镇江店
- 内蒙呼市店
- 合肥金寨店
- 长春永春店
- 保定店
- 成都店
- 广西梧州店
- 大连五一店
- 北京安贞店
- 江西店
- 杭州店
- 兰州店
- 银川店
- 贵阳店
- 郑州店
- 沈阳北行店
- 长春青年路店
- 长春赛得广场店
- 内蒙包头友谊店
- 北京学院路店
- 山西太原亲贤店
- 成都店
- 四川遂宁店
- 四川攀枝花店
- 重庆店
- 贵阳湘雅店
- 南昌店
- 兰州东方红店
- 大学路店
- 湖南路店
- 阜成门店
- 安贞店